# Долна-Рикса
Долна-Рикса (болг. Долна Рикса) — село в Болгарии. Находится в Монтанской области, входит в общину Монтана. Население составляет 239 человек.

## Политическая ситуация
В местном кметстве Долна-Рикса, в состав которого входит Долна-Рикса, должность кмета (старосты) исполняет Мито  Петров Велков (независимый) по результатам выборов.
Кмет (мэр) общины Монтана — Златко Софрониев Живков (независимый) по результатам выборов.